# Peter Tantholdt
Peter August Tantholdt Hansen (Måløv, 16 maggio 1926 – Lima, 28 luglio 2010) è stato un missionario, cestista e pallamanista danese.

## Carriera

### Pallacanestro
Con la Danimarca disputò tre edizioni dei Campionati europei (1951, 1953, 1955).